# 3473 Sapporo
3473 Sapporo је астероид главног астероидног појаса чија средња удаљеност од Сунца износи 2,361 астрономских јединица (АЈ).
Апсолутна магнитуда астероида је 13,6.